# Protandrena scutellata
Protandrena scutellata är en biart som beskrevs av Cockerell 1916. Protandrena scutellata ingår i släktet Protandrena och familjen grävbin. Inga underarter finns listade i Catalogue of Life.